# 1,7-Octadien
1,7-Octadien ist eine chemische Verbindung aus der Gruppe der ungesättigten aliphatischen Kohlenwasserstoffe und Alkadiene.

## Gewinnung und Darstellung
Die technische Herstellung von 1,7-Octadien erfolgt durch die Thermolyse von Cycloocten. 1,7-Octadien entsteht bei der Pyrolyse von cis-Decalin.

## Eigenschaften
1,7-Octadien ist eine flüchtige, lipophile, entzündliche, farblose Flüssigkeit mit charakteristischem Geruch, die praktisch unlöslich in Wasser ist. Sie zersetzt sich bei Temperaturen über 250 °C.

## Verwendung
1,7-Octadien kann als Vernetzer (Comonomer) für Polyolefine (Polyethylene und Polypropylene) dienen.

## Sicherheitshinweise
Die Dämpfe von 1,7-Octadien bilden mit Luft ein explosionsfähiges Gemisch (Flammpunkt ca. 0–5 °C, Zündtemperatur 230 °C). Die Verbindung kann spontan polymerisieren und neigt an der Luft zur Bildung von Peroxiden.